# Comnav Technology
Comnav Technology Ltd. — китайська компанія, яка виробляє навігаційне та радіолокаційне обладнання.
Серед іншого Comnav Technology Ltd. є  виробником навігаційних модулів із підтримкою російської системи ГЛОНАСС. Такі модулі можуть застосовуватися у російських та іранських дронах, а також ракетних системах. Таким чином, російські БПЛА, а також іранські БПЛА "Шахед", як і пуски ракет по території України, потребують звʼязку із системою ГЛОНАСС для вчинення ракетного терору та ведення війни проти України. Використання системи ГЛОНАСС у російській бойовій техніці практично повністю залежить від модулів іноземного виробництва, одним із постачальників яких, за умов санкцій, стала Comnav Technology Ltd. З 24 лютого по 30 грудня 2022 року компанія здійснила 73 поставки на територію рф, загальна сума поставок склала 2,1 млн доларів США. Річний обсяг виробництва 10 мільйонів доларів США - 50 мільйонів доларів США.
У березні 2023 року НАЗК внесло компанію «Comnav Technology» до переліку міжнародних спонсорів війни. Причиною стало те, що компанія продовжила роботу на ринку Росії після російського повномасштабного вторгнення в Україну.